# Axatse
O Axatse é um chocalho de Gana, que é relacionado com o Xequerê.
O corpo consiste de uma cabaça uma abóbora desidratada, seca e dura servindo como orquestra em torno da qual uma rede de sementes, pérolas, caracóis de cowrie ou bolas de plástico é esticada. Esta rede está fechada na parte inferior. O Axatse é muito menor que o Xequerê e o pescoço da cabaça não é removida. Em vez de cabaça, peças feitas industrialmente de fibra de vidro são oferecidas.